# Преображенка (Вознесенський район)
Преображенка (рос. Преображенка) — селище в Вознесенському районі Нижньогородської області Російської Федерації.
Населення становить 15 осіб. Входить до складу муніципального утворення Сарминська сільрада.

## Історія
Від 2004 року входить до складу муніципального утворення Сарминська сільрада.

## Населення
| 1999 | 2002 | 2010 |
| ---- | ---- | ---- |
| 33   | ↘30  | ↘15  |